# Pallavolo Antares
Pallavolo Antares – żeński klub siatkarski z Włoch, założony w 1989. w Sala Consilina.